# زينة طلال أرسلان
الأميرة زينة أرسلان هي زوجة الأمير طلال أرسلان، نجل شخصية الاستقلال اللبناني الأمير مجيد أرسلان الثاني وعميد آل أرسلان الذي يشمل عرش لخميو الحيرة. وهي تهتم بالشؤون الاجتماعية ولا تشارك في السياسة.

## السيرة الشخصية
ولدت الأميرة زينة في بيروت في 3 يناير 1971. انتقلت إلى لندن مع عائلتها بسبب الحرب الأهلية اللبنانية. وهناك، حصلت على درجة البكالوريوس من جامعة ريتشموند قبل لقاء الأمير طلال في عام 1992 أثناء زيارته إلى إنجلترا. وتزوجا في عام 1993 وأنجبا طفلين: الأمير «مجيد» والأميرة «كندة».

## الأنشطة الاجتماعية
تقود الأميرة زينة ثلاثة مؤسسات اجتماعية:
1. لجنة الأمومة - في قضاء عاليه،[1]
2. منتدى المرأة اللبنانية،[2]
3. مؤسسة الأمير مجيد أرسلان - المنطقة الجنوبية.

لدى لجنة الأمومة مركز تصوير الثدي بالأشعة السينية والموجات فوق الصوتية في عاليه، كما تدير حدثاً خيرياً سنوياً لصالح المركز. وهي أيضاً رئيسة منتدى المرأة اللبنانية (LWF) الذي يضم أكثر من خمسة مراكز طبية في جبل لبنان وقضاء المتن وجنوب لبنان، حيث يمكن للناس الاستفادة من العلاجات الطبية الأساسية والمشورة مجانًا. يمتلك المنتدى أيضاً مصنعاً للنسيج ينتج منتجات مثل الملابس والفساتين ومفارش الطاولة والمناشف.
مؤسسة الأمير مجيد أرسلان هي أيضاً مؤسسة اجتماعية لها قسم حضانة في حاصبيا ومركز طبي في الشويفات وبهو خاص بالفتيات.

### الألقاب
- 3 يناير 1971 - 17 يوليو 1993: الآنسة زينة سليم خير الدين،
- من 17 يوليو 1993 إلى الوقت الحاضر: صاحبة السمو الأميرة زينة طلال أرسلان.

## وصلات خارجية
- زينة طلال أرسلان (بالعربية)
- رعية الشويفات تكرم الأميرة زينة طلال ارسلان (بالعربية)